# Onchocerca
Onchocerca is een geslacht van parasiaire rondwormen uit de familie Onchocercidae. Tot dit geslacht behoort Onchocerca volvulus, een nematode die Onchocerciasis ofwel rivierblindheid veroorzaakt. In Afrika en Midden-en Zuid-Amerika komt deze ziekte veel voor, vooral in gebieden langs rivieren omdat de besmettelijke wormen worden overgedragen via kriebelmuggen uit het geslacht Simulium (black flies in het Engels) die alleen langs rivieren gedijen.

## Indeling
Geslacht Onchocerca
- Onchocerca armillata
- Onchocerca cervicalis
- Onchocerca dewittei
- Onchocerca dukei
- Onchocerca eberhardi
- Onchocerca fasciata
- Onchocerca flexuosa
- Onchocerca gibsoni
- Onchocerca gutturosa
- Onchocerca jakutensis
- Onchocerca lienalis
- Onchocerca lupi
- Onchocerca ochengi
- Onchocerca ramachandrini
- Onchocerca skrjabini
- Onchocerca suzukii
- Onchocerca volvulus (veroorzaker van rivierblindheid)